# Atacul armat din Las Vegas (2017)
În noaptea de 1 octombrie 2017, Stephen Craig Paddock, un american în vârstă de 64 de ani, a deschis focul asupra mulțimii care asista la un concert de muzică country pe The Strip, Las Vegas, împușcând mortal 59 de oameni și rănind alți 530. Paddock a tras de la 100 de metri înălțime, de la etajul 32 al hotelului-cazino Mandalay Bay, unde nu putea fi neutralizat imediat de poliție, și s-a sinucis înainte ca forțele de ordine să îl captureze. Paddock a acționat de unul singur, iar motivul este încă necunoscut. Atacul se înscrie într-un șir de violențe comise de așa-zișii „lupi singuratici”, similar celor din Norvegia (2011), Sydney (2014), Orlando (2016) și Nisa (2016).
Acesta este ce de-al 273-lea atac armat în masă din Statele Unite în 2017 și cel mai sângeros din istoria țării, depășind ca număr de victime atacul din clubul de noapte Pulse de pe 12 iunie 2016. Atacul a relansat dezbaterile privind accesul cetățenilor americani la arme de foc. Constituția SUA garantează dreptul la portarmă.

## Context
Statul Nevada, unde a avut loc atacul, nu are legi foarte stricte de control al armelor; sunt permise arme de foc semiautomate, arme de foc automate și încărcătoare de muniție de mare capacitate, deși armele complet automate sunt puternic reglementate de legea federală. Înregistrarea ca proprietar de arme nu este necesară, deși verificările de fond sunt efectuate atunci când armele sunt achiziționate de la un magazin sau în vânzări private.
Atacatorul se cazase într-o cameră de la etajul 32 al hotelului Mandalay Bay pe 28 septembrie. În camera de hotel poliția a găsit cel puțin 23 de arme de foc. În arsenalul de arme, care includea puști de tipul AR-15 și AK-47, oamenii legii au găsit cel puțin o armă complet automată. Două dintre puști erau montate pe un trepied și erau echipate cu vizoare telescopice.

## Desfășurarea atacului

Stephen Paddock a deschis focul de la etajul 32 al hotelului Mandalay Bay în care era cazat încă din 28 septembrie.

În jurul orei locale 22:07, un bărbat a început să tragă cu o armă automată de la ferestrele etajului 32 al hotelului Mandalay Bay în mulțimea de 22.000 de oameni care asistau la festivalul de muzică country Route 91 Harvest în Las Vegas Village, un lot de șase hectare situat pe partea opusă a Las Vegas Strip, una dintre cele mai populare zone ale orașului. Festivalul Route 91 Harvest a avut loc de pe 29 septembrie până pe 1 octombrie și i-a avut ca artiști principali pe Jason Aldean, Eric Church și Sam Hunt. Focurile de armă au început în timpul actului de închidere a concertului, când Aldean a interpretat „When She Says Baby”. Potrivit martorilor, împușcăturile au durat 15 minute și au declanșat panică generală, întrucât spectatorii încercau să se pună la adăpost. Mulți oameni din mulțime au confundat inițial focurile de armă cu artificii.
Peste 120 de ambulanțe au sosit la fața locului, iar trecătorii și-au oferit mașinile personale paramedicilor pentru a transporta răniții. Imediat după atac, zborurile au fost suspendate temporar pe Aeroportul Internațional McCarran. O alertă falsă cu bombă a dus la închiderea hotelului Luxor, situat în vecinătatea Mandalay Bay.
O alarmă de incendiu declanșată de fumul armei a ajutat poliția să localizeze atacatorul. În jurul orei 22:25, la câteva zeci de minute de la deschiderea focului, o echipă SWAT a forțat intrarea în camera de hotel a bărbatului. Când aceștia l-au somat să deschidă, Paddock a tras prin ușă, rănind un agent de securitate al hotelului. Atacatorul era deja mort când agenții au pătruns în cameră. Acesta se împușcase cu arma din dotare. Poliția a avut nevoie de 12 minute de la primul apel la 911 și până la localizarea bărbatului în clădire.

## Autor
Pe 2 octombrie, Joseph Lombardo a confirmat identitatea principalului suspect. Este vorba de Stephen Craig Paddock (9 aprilie 1953 – 1 octombrie 2017), un american în vârstă de 64 de ani din Mesquite, Nevada. Fost contabil, Paddock nu avea cazier. Avea însă permis de port-armă, ca vânător, și o licență de pilot amator. Paddock nu era cunoscut autorităților federale din SUA, însă a mai avut în trecut probleme cu poliția locală. Acesta a divorțat de două ori, nu avea copii și trăia cu partenera sa, Marilou Danley, într-o casă din Mesquite. Marilou nu a avut vreun rol în atac și se afla în Filipine la momentul masacrului. După retragerea din contabilitate în anii 1980, Paddock a investit milioane de dolari în proprietăți imobiliare. Acesta deținea și administra câteva clădiri de apartamente împreună cu mama sa. Înainte, Paddock deținea case în Reno (Nevada), California, Texas și centrul Floridei.
Potrivit fratelui său, Eric Paddock din Orlando, Florida, acesta nu era violent. Cu toate acestea, tatăl său, Benjamin Hoskins Paddock, era un jefuitor de bănci aflat între 1969 și 1977 pe lista FBI a celor mai căutați infractori. Poliția, rudele și vecinii îl descriau pe Paddock ca un împătimit al jocurilor de noroc. Înainte de atac, acesta făcuse tranzacții în cazinouri de ordinul a zecilor de mii de dolari. Tot fratele, dar și alți apropiați, îl descria pe Paddock ca un om obișnuit, fără vreo afiliere aparentă la un grup religios sau politic.
Potrivit unei surse apropiate anchetei, citate de CNN, Stephen Paddock a cumpărat, în trecut, mai multe arme, în California. Cu toate acestea, cele 23 de arme găsite în camera de hotel nu figurează printre cele achiziționate. Stephen Paddock a închiriat o cameră la hotelul Ogden din Las Vegas, la sfârșitul lunii septembrie, dar motivele acestei acțiuni sunt necunoscute. Paddock ar fi planificat un atac la festivalul de muzică în aer liber Life is Beautiful, la care au participat formațiile Lorde și Chance the Rapper. Camera închiriată la hotelul Ogden avea o vedere bună către concertul respectiv.
Prin canalul de știri Amaq, gruparea jihadistă Stat Islamic sugera că Paddock s-a convertit la islam cu câteva luni înainte, însă fără a oferi vreo dovadă. Un purtător de cuvânt al FBI a declarat că agenția nu a găsit nicio evidență a unei posibile legături cu gruparea teroristă.

## Victime
59 de oameni au fost uciși în atac, printre ei și un polițist care participa la concert. Alți 530 au fost răniți și transportați la spitalele din Las Vegas și din împrejurimi. Câțiva au fost răniți în urma busculadei formate în panica ce a urmat valurilor de împușcături.
| Țară    | Morți | Răniți | Ref.   |
| ------- | ----- | ------ | ------ |
| Canada  | 3     | 6      | [ 64 ] |
| Israel  | 0     | 1      | [ 65 ] |
| România | 0     | 1      | [ 66 ] |
| Total   | 59    | 530    |        |

## Reacții

### Locale

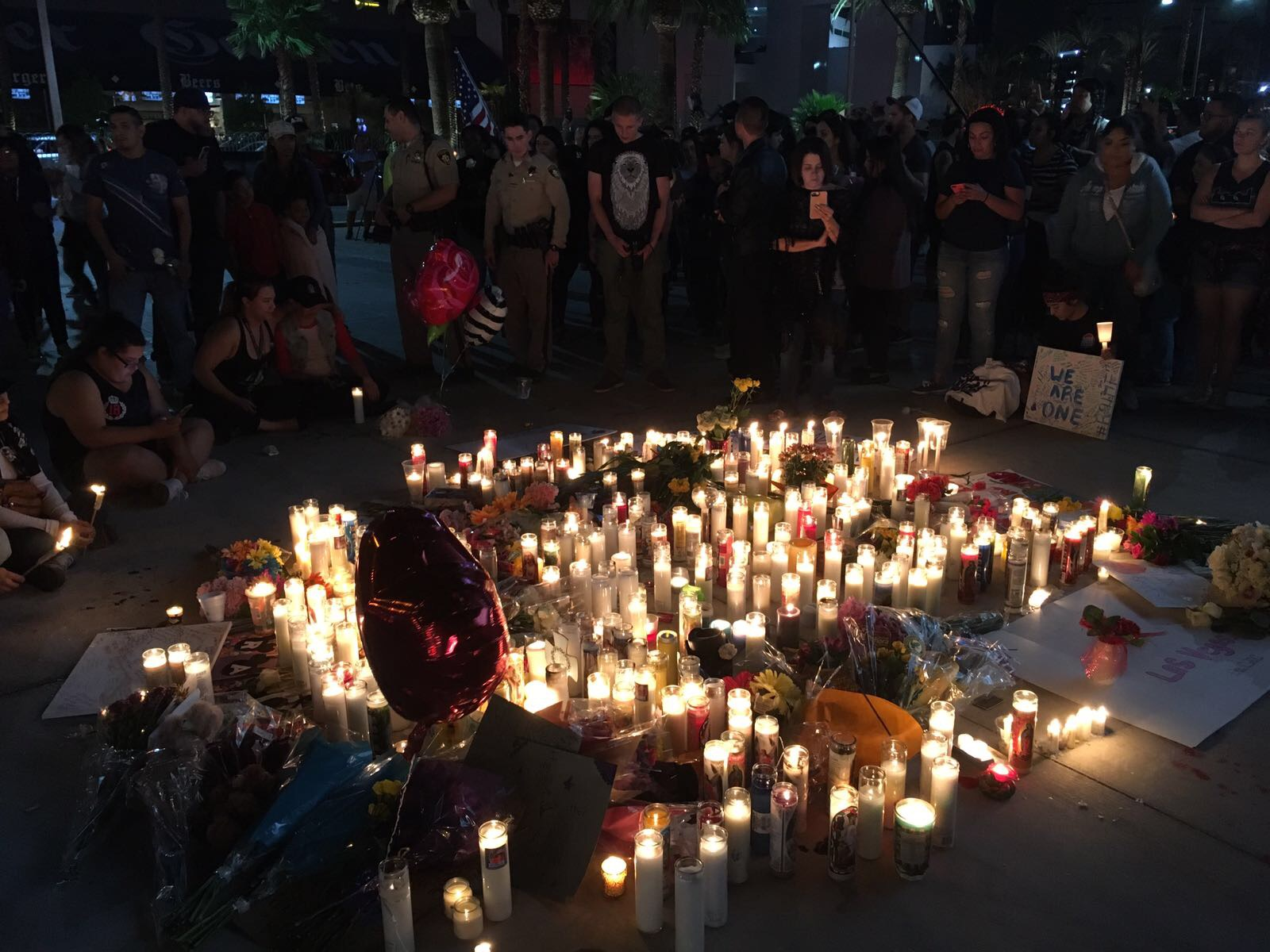
Moment de reculegere pentru victimele atacului din Las Vegas

Poliția a percheziționat casa lui Paddock din Mesquite, de unde au ridicat cel puțin 19 arme de foc, muniție și tanerit, o substanță explozivă. Poliția a mai găsit nitrat de amoniu, substanță care poate fi folosită la fabricarea bombelor, în mașina lui Paddock.
Pe 2 octombrie, starea de urgență a fost decretată în tot comitatul Clark.
Guvernatorul Nevadei, Brian Sandoval, a numit atacul „un act tragic și atroce de violență care a cutremurat Nevada”. Jason Aldean, cel care se afla pe scenă când au început focurile de armă, a postat un mesaj de condoleanțe pe Instagram și a precizat că toți cei care au lucrat cu el la show au supraviețuit atacului.

### Internaționale
Atacul din Las Vegas a fost condamnat în întreaga lume. Mesaje de condoleanțe au fost împărtășite de lideri mondiali precum Malcolm Turnbull, Justin Trudeau, Xi Jinping, Emmanuel Macron, Angela Merkel, Beniamin Netaniahu, Theresa May, Mark Rutte, Vladimir Putin, Dalai Lama, Recep Tayyip Erdoğan și Papa Francisc.